# Elecciones estatales de Aguascalientes de 2001
Las elecciones estatales de Aguascalientes de 2001 se realizaron el domingo 5 de agosto de 2001 y en ellas se renovaron los siguientes cargos de elección popular del estado mexicano de Aguascalientes:
- 25 diputados del Congreso del Estado. 18 electos por mayoría relativa y 7 designados mediante representación proporcional para integrar la LVIII Legislatura.
- 11 ayuntamientos. Compuestos por un presidente municipal y sus regidores, electos para un periodo de tres años.

## Resultados

### Congreso del Estado de Aguascalientes
|  | 39.06 % |

|  | 34.40 % |

|  | 7.87 % |

|  | 7.31 % |

|  | 5.17 % |

|  | 0.98 % |

|  | 0.85 % |

|  | 0.42 % |

|  | 3.89 % |

|  | 100 % |

### Ayuntamientos
|  | 39.01 % |

|  | 34.35 % |

|  | 6.92 % |

|  | 6.38 % |

|  | 4.16 % |

|  | 0.84 % |

|  | 0.66 % |

|  | 0.24 % |

|  | 92.73 % |

|  | 7.27 % |